# NGC 7602
NGC 7602 est une galaxie lenticulaire relativement éloignée, située dans la constellation de Pégase. Sa vitesse par rapport au fond diffus cosmologique est de 11 430 ± 32 km/s, ce qui correspond à une distance de Hubble de 168,6 ± 11,8 Mpc (∼550 millions d'al). NGC 7602 a été découverte par l'astronome allemand Albert Marth en 1864.
À ce jour, deux mesures non basées sur le décalage vers le rouge (redshift) donnent une distance de 170,000 ± 12,728 Mpc (∼554 millions d'al), ce qui est à l'intérieur des valeurs de la distance de Hubble.

## Le groupe WBL707
En se basant sur un catalogue de 732 groupes de galaxies rapprochées et pauvres en membres publié en mai 1999 par Richard A. White, Mark Bliton, Suketu P. Bhavsar, Patricia Bornmann, Jack O. Burns, Michael J. Ledlow et Christen Loken, la base de données indique que NGC 7597 fait partie du groupe WBL707. Selon ce catalogue, ce groupe comprend trois galaxies, mais malheureusement elles ne sont pas identifiées. La désignation employée pour les groupes de ce catalogue est WBLXXX-xxX, où xxX est le néméro du groupe et X le numéro de la galaxie qui dépasse très rarement 10. L'identification de la galaxie peut être réalisée la plupart du temps en entrant la désigantion WBLXXX-xx de celle-ci dans la base de données NASA/IPAC.
En fait il s'agit d'un trio de galaxies. Les trois galaxies du groupe sont NGC 7571 (WBL707-01), NGC 7598 WBL707-02 et WBL 707-03 (NGC 7598). Le tableau ci-dessous résemume leurs propriétés.
| Nom                   | Classification | Type          | α (J2000.0)      | δ (J2000.0)     | Vitesse radiale (km/s) | Magnitude apparente | Distance (Mpc)   | Dimension (kal) |
| --------------------- | -------------- | ------------- | ---------------- | --------------- | ---------------------- | ------------------- | ---------------- | --------------- |
| WBL 707-01 (NGC 7597) | cD:?           | Lenticulaire  | 23h 18m 30.2207s | 18° 41′ 20.668″ | 11 263 ± 23 km/s       | 14,0                | 160,8 ± 11,3 Mpc | 254             |
| WBL 707-02 (NGC 7598) | E              | Elliptique    | 23h 18m 33.2257s | 18° 44′ 59.039″ | 11 384 ± 15 km/s       | 14,9                | 162,6 ± 11,4 Mpc | 157             |
| WBL 707-03 (NGC 7602) | S?             | Lenticulaire? | 23h 18m 43.5348s | 18° 41′ 54.057″ | 11 793 ± 20 km/s       | 14,4                | 168,6 ± 11,8 Mpc | 119             |

La distance de Hubble moyenne ce trio est égale à 164,0 ± 11,5 Mpc (∼535 millions d'al) òu incertitude de  11,7 Mpc est égale à la moyenne des incertitude. Selon la base de données NASA/IPAC, les galaxies NGC 7597 et NGC 7602 forment une paire de galaxies.